# Orschwihr
Orschwihr é uma comuna francesa na região administrativa de Grande Leste, no departamento Alto Reno. Estende-se por uma área de 7,08 km². Em 2010 a comuna tinha 1 057 habitantes (densidade: 149,3 hab./km²).